# Eliades Ochoa
Eliades Ochoa Bustamante (Songo-La Maya, 22 giugno 1946) è un cantante, chitarrista e compositore cubano.

## Biografia
Cantautore con profonde radici rurali, considerato uno dei più importanti soneros e strenuo difensore della musica tradizionale cubana, nasce nella campagna, en el campo, a pochi chilometri da Santiago di Cuba. All'età di sei anni impara a suonare la chitarra ed il tres grazie anche ai suoi genitori, entrambi valenti soneros. Dotato di un grande istinto musicale che gli permetteva in brevissimo tempo di memorizzare sia le parole che il giro armonico delle canzoni che ascoltava, riuscì ben presto ad eseguire con maestria diversi stili di musica tradizionale cubana, come sones, guaracha, guajira e boleros.
Nel giro di qualche anno passò da musicista solitario che guadagnava pochi spiccioli nelle vie dei quartieri a luci rosse a componente di gruppi importanti come il Quinteto Oriental e, all'inizio negli anni '70, il Septeto Tipico. Quando in seguito riuscì a formare un proprio trio era già talmente noto che gli abitanti di Santiago conoscevano alla perfezione il suo repertorio.
Nel 1978 Pancho Cobas, direttore della Vieja Trova Santiaguera, gli propose di entrare a far parte del Cuarteto Patria. Eliades accettò e fece di questo gruppo la band di son più amata e apprezzata di tutta l'America Latina.
Nel 1986, insieme al celebre musicista cubano Compay Segundo, incise il brano Chan Chan. Nel 1997 partecipò, con diversi altri musicisti tradizionali cubani, al progetto Afro-Cuban All Stars che, fra le altre cose, portò alla realizzazione del disco (e più tardi del film) Buena Vista Social Club, vincitore l'anno seguente del Grammy Award nella categoria della musica tradizionale.
Come Compay Segundo, anche Eliades suona una chitarra "modificata" composta da otto corde anziché le sei convenzionali; con questo sistema riesce a riprodurre il suono di una normale chitarra classica con l'aggiunta di una sonorità tresera.
Sempre accompagnato dal suo cappello da cowboy Eliades Ochoa ha fatto numerosissime tournée, toccando più di quaranta stati dall'America Latina al Canada, all'Europa, agli Stati Uniti, arrivando fino al Giappone; ha registrato moltissimi dischi, con titoli estremamente importanti per la musica cubana come Son de Oriente, Chanchaneando con Compay Segundo, La Venganza de Perico con il sassofonista camerunese Manu Dibango, El guateque de Don Tomas con Bob Dylan e la famosissima Pintate los labios Maria, il cui video, realizzato da Frank Padron, ha ricevuto vari premi Lucas e diversi riconoscimenti internazionali.

## Discografia
- A Una Coqueta - 1993
- Lion Is Loose - 1996 (Melodie)
- CubAfrica con Manu Dibango - 1998 (Melodie)
- Sublime Illusión - 1999 (Higher Octave)
- Chanchaneando - 2000 (Para)
- Tribute To The Cuarteto Patria - 2000 (Higher Octave)
- Eliades Ochoa Y El Cuarteto Patria - 2000 (Egrem)
- Cuidadito Compay Gallo - 2001 (Egrem)
- Son De Oriente - 2001 (Egrem)
- Estoy Como Nunca - 2002 (Higher Octave)
- Llega El Cuarteto Patria - 2002 (Egrem)
- Son De Santiago - 2003 (Edenways)
- Ochoa Y Segundo - 2003 (Edenways)
- Se Soltò un Leòn - 2006